# Edessa (Mesopotàmia)
Edessa fou una antiga ciutat, actualment anomenada Şanlıurfa o Urfa, situada en allò que avui en dia és el sud-est de Turquia. Des del 137 aC al 244 aC fou capital del Regne d'Osroene i del 1097 al 1144 fou capital d'un comtat.
La ciutat portava antigament el nom d'Urhai, que podria ser un nom d'origen persa derivat de Khosrov, però la tradició el fa anterior als perses i podria també ser un nom siríac. El nom Edessa vindria de l'assiri Edessu, que s'hauria imposat després de l'emigració assíria vers el 612 aC, després de la caiguda de Nínive. No obstant això, és més probable que, com que a Edessa hi havia moltes fonts, el selèucida Seleuc I Nicàtor, vers el 290 aC, va decidir de refundar la ciutat i donar-li el nom d'Edessa, l'antiga capital reial macedònia on també hi havia moltes fonts. Antíoc IV Epifanes va canviar el nom a Antioquia de Callirhoe, però després del seu regne va retornar al nom d'Edessa o al nom popular d'Urhai. Durant el govern d'Antíoc IV, ja es va emetre moneda a la ciutat, cosa que suggereix una certa autonomia i importància, però la població no era grega, i hi havia àrabs, siríacs, assiris, i d'altres.
Vers el 137 aC, es va establir una dinastia anomenada de Bar Hawuy, però més coneguda com la dinastia dels Abgar (agbàrides), nom que van portar deu dels seus reis. Els selèucides, probablement, van restablir el seu domini a Edessa poc abans del 132 aC; el 122 aC, el rei Abdu bar Mazur es va declarar vassall de l'Imperi part. El 85 aC, es va proclamar a Edessa la sobirania del rei d'Armènia que va durar fins al 67 aC. Després, la ciutat va estar sota influència dels parts.

## Domini romà
El 114 fou conquerida per Trajà. El seu successor Hadrià la va evacuar el 118, però la regió va romandre sota influència romana. El 201 va patir una inundació. El 244 el regne, que era poc més que la rodalia de la ciutat, fou suprimit i incorporat a la província romana d'Osroene de la qual Edessa fou la ciutat principal.
El 260, els sassànides van obtenir una gran victòria en la batalla d'Edessa; l'emperador Valerià I fou fet presoner, però la ciutat d'Edessa no apareix a la llista de les ocupades pels perses, per la qual cosa hom suposa que o bé la guarnició romana va resistir o fou abandonada immediatament després d'una hipoteca conquesta.
Durant les persecucions de Dioclecià, emperador entre el 284 i 305, Edessa, i la regió en general, va donar alguns màrtirs i en són els més coneguts Guria i Shamona. En aquest temps, s'hi va introduir la secta dels maniqueus. En la seva reorganització, Dioclecià va fundar a Edessa una fàbrica d'armes i equips militars especialment destinada a les legions de la frontera.
El 298, Galeri va derrotar els perses i va reorganitzar la província d'Osroene. La ciutat va esdevenir la clau d'una eventual conquesta persa de Síria i així ho deia Shahpur II (309-379) al 359. Durant dos segles, Edessa fou una base romana per a proveir de soldats i material altres fortaleses més a l'est, especialment Nísibis. La província fou governada per un dux resident a Edessa (dux Osrhoenae).
El 363, Jovià va lliurar Nísibis a Pèrsia i molts cristians de la regió es van refugiar a Edessa; entre ells, el poeta Efraim el Siri, que va fundar un seminari conegut com "L'escola dels perses", que va esdevenir un centre de nestorianisme i la població va adoptar el monofisisme. L'escola es va haver de traslladar més tard a Nísibis (en poder de Pèrsia), per evitar les persecucions.
El 544, fou atacada pels perses que la van assetjar sense èxit. Còsroes II, en la guerra amb l'imperi (603-628), la va ocupar al 609. Fou recobrada per Heracli el 628 i retornada a l'imperi en el tractat de pau del mateix any 628.

## Domini romà d'Orient
Va romandre en mans dels romans d'Orient només 11 anys; el governador Johannes Kateas va voler salvar el domini pagant tribut als àrabs, però fou destituït i substituït pel general Ptolemaeius, que el 639 la va rendir al cap àrab que l'atacava.
Possessió del califat, fou integrat en el govern de la Djazira i dintre d'aquest govern al del Diyar Mudar (junt amb Rakka, Haran i al-Karkisiya, i fou una vila secundària de província que va ser coneguda com a al-Ruha. El 3 d'abril del 679, un terratrèmol va destruir l'església cristiana. Vers el 686, formà un govern junt amb Haran i Sumaysat, que Ibrahim al-Ashtar va cedir en feu a Hatim ibn al-Numan. El darrer bisbe important en fou Jacob d'Edessa (684-687), que va regir la seu també uns mesos el 708. Edessa fou destruïda per un terratrèmol el 718, però fou reconstruïda ràpidament.
El 737, un grec anomenat Bashir va aparèixer a Edessa i es va fer passar per Tiberies, fill de Constantí IV i, encara que va aconseguir algun suport, aviat fou desemmascarat i executat a la pròpia ciutat. El 750/751, fou teatre de les lluites entre Abu Djafar i el futur califa al-Mansur d'un costat i el proomeia Ishak ibn Muslim al-Ukayli i el seu germà Bakkar de l'altra; els dos darrers es van rendir en saber-se la mort del califa Marwan II. Es van produir noves revoltes i el 758/759 el governador d'al-Ruha, Mansur, fou executat a Rakka. El maronita Teòfil d'Edessa (mort el 785) va escriure a Edessa una història universal i va traduir llibres al siríac. Els cristians de la ciutat foren acusats de cooperar amb els romans d'Orient, però Harun ar-Raixid no va creure les acusacions, que era evident que eren calumnioses.
Algunes famílies nobles locals van poder evitar el saqueig de la ciutat per Nasr ibn Xabath a canvi d'un fort pagament. El 814, la ciutat fou fortificada pagant els habitants, per evitar futurs saquejos. El califa al-Mamun va enviar a la ciutat el seu general Tahir Abu l-Tayyib Dhu'l-Yaminayn i les seves forces hi foren assetjades per dos rebels, però va poder resistir amb el suport dels habitants. Tàhir es va trobar amb la revolta de les seves pròpies tropes i va fugir a Kallinikos, però va aconseguir atreure els rebels a la seva causa i va nomenar Abd al-Ala governador de la ciutat; el nou governador va oprimir els habitants; el 825, hi governava Muhàmmad ibn Tàhir; va començar a perseguir els cristians, política seguida pels seus successors.
Els hamdànides en foren els primers governadors independents. El 942/943, els romans d'Orient van ocupar Amida (Armènia), Arzan, Dara i Ras al-Ayn i van avançar fins a Nasibin, i reclamaren als habitants d'al-Ruha la Santa Imatge de Crist, que els fou lliurada amb permís del califa a canvi de l'alliberament de 200 presoners musulmans i a renunciar a la conquesta de la ciutat. El 15 d'agost del 944, la imatge entrava a Constantinoble de manera solemne i era portada a Santa Sofia. El 949/950, l'acord fou violat per l'hamdànida Sayf al-Dawla, que va fer un atac des d'al-Ruha contra al-Massisa. El domesticos Lleó va marxar el 959/960 contra Amida i al-Ruha, que foren atacades. L'emperador Nicèfor Focas va atacar el Diyar Mudar, Mayyafarikin i Kafartutha (967/968) i al-Ruha fou cremada (octubre/novembre del 971 o 972, segurament en l'expedició de Joan Tzimiskes, que fou el 972). Les tropes romanes d'Orient es van quedar a la Jazira. El 978, Ibn Hawkal diu que hi havia 300 esglésies a al-Ruha.
En aquest temps, el poder local va passar als Banu Numayr, que al començament del segle xi estaven manats per Utayr, que hi va instal·lar com el seu naib (delegat) Ahmad ibn Muhammad, però després el va fer executar; això va provocar la revolta de la població i els rebels van oferir la ciutat a Nàssir ad-Dawla, emir de la dinastia marwànida (Diyarbakir), que hi va enviar Zengi a ocupar-la (1025/1026). Després de l'assassinat d'Utayr i de la mort de Zengi, Nàssir ad-Dawla va concedir al fill d'Utayr alguna torre en feu, i alguna altra al fill d'un tal Shabal.
Segons algunes cròniques, el primer, i segons d'altres un turc nomenat governador de nom Salman (que s'hauria casat amb la vídua d'Utayr), va vendre la fortalesa d'al-Ruha i 4 pobles al protoespatari romà d'Orient Jordi Maniaces, fill de Gudelios (1030). Maniaces, que era el catepà romà d'Orient de Samòsata, va anar de nit, va sorprendre els àrabs a Edessa i es va apoderar de les altres torres. Hi fou assetjat pels emirs de Mayyafarikin (marwànida) i d'Alep, però va resistir (1031), si bé la ciutat va patir danys severs (hiverns del 1030 al 1031); llavors, Maniaces va poder dominar la fortalesa i la ciutat. Després, Edessa (com havia estat rebatejada) fou atacada pels àrabs numayrites manats per Ibn Waththab (maig del 1036), que van fer presoner el patrici grec, i van saquejar la ciutat, però foren rebutjats i els grecs van conservar la fortalesa i, per la pau del 1037, li fou reconeguda a l'emperador la possessió de la fortalesa i la ciutat. A Edessa, es van establir llavors milers d'armenis que en 50 anys van esdevenir majoria a la ciutat. En aquest temps, les fortificacions es van reforçar. Els generals governadors d'Edessa foren Maniaces, seguit d'Apukap, i aquest de l'iber Βαροσβατζέ; el 1059 el catepà n'era Ιωάννη.
Vers 1063, va arribar a la regió de Sebaste un cos romà d'Orient dirigit pel mercenari normand Hervé, conegut com a Francopoulos. Es va establir al districte de Thelkhum, amb el dux o catepà romà d'Orient d'Edessa, Davatanos (o Tavatanos). Assabentats que l'emir de Diyarbakir havia estat enverinat, Davatanos va decidir atacar Amida, però els habitants van subornar Hervé, que es va abstenir de participar en l'atac. Davatanos va morir en la lluita. Hervé es va trobar més tard amb els destacaments turcs que havien saquejat Thelkhum dirigits per un tal Yússuf, i els va derrotar completament, i n'alliberà els captius.

## Domini àrab
El governador del soldà seljúcida, anomenat el Khorasan-salar, va iniciar (1066-1067) la conquesta de les regions del sud-est d'Armènia a la vora de Sebaste. Va ocupar Thelkhum, va atacar Severak (on fou rebutjat) i altres fortaleses, algunes a la regió d'Edessa.
El 1070, un cunyat d'Alp Arslan, de nom Arisiaghi, es va barallar amb el soldà i va passar al territori romà d'Orient i va arribar a Sebaste. Alp Arslan en va demanar l'extradició de l'imperi, però l'emperador va posar Arisaghi sota la seva protecció. Això va provocar la guerra. Poc després, Alp Arslan va ocupar Malazgird i Ardjesh; després va ocupar Thelkhum i Ariudzathil, i finalment, amb l'ajut d'Abul Uswar de Dvin, va atacar Edessa el 10 de març del 1071. Basili, el seu defensor (un búlgar o un armeni, no se sap segur; alguns l'identifiquen amb el fill del rei de Bulgària) va resistir heroicament. L'emperador va contraatacar. Va passar per Sebaste, on va rebre salutacions dels prínceps locals Atom i Abushal, però per foscos motius va desposseir els dos prínceps i va castigar la ciutat; després, l'emperador se'n va penedir i va restaurar els prínceps i va anar a Teodosiòpolis d'Armènia. Aviat es van iniciar les operacions prèvies de la batalla de Mantziciert, a Akhlat i altres llocs (estiu del 1071). Entre el 19 i el 25 d'agost del 1071, es va lliurar la batalla de Mantziciert, en la qual els romans d'Orient van patir una derrota total.
Encara que es va fer un tractat que establia una frontera similar a la que ja existia de facto, en la pràctica, en els següents anys, els seljúcides es van estendre per Anatòlia. Edessa, que havia de passar als seljúcides, va quedar en mans del catepà Paulos, però aquest finalment va fugir a Constantinoble i fou Basili el que va agafar el comandament; la ciutat va resistir i el 1081/1082 fou atacada per un emir de nom Khusraw, sense èxit. Poc després, va morir Basili i la ciutat es va sotmetre al cap armeni Simbaci, però al cap de sis mesos (23 de setembre del 1083) va passar a Filàret Bracami. El governador designat per aquest fou assassinat i els caps locals van lliurar la ciutat, el 1086, al seljúcida Malik Shah I (1072-1092), que va nomenar governador l'emir Buzan (que va governar al-Ruha i Haran), però al seu torn aquest la va perdre davant un cap local armeni anomenat Nar Sawmo, el 1087, però la va tornar a recuperar.

## Comtat d'Edessa
Buzan, com a dependent del soldà seljúcida, va governar fins que va morir el 1094, en lluita contra Tútuix I de Síria, el general del qual, Alpyaruk, la va ocupar i quan l'anava a lliurar a les seves tropes per saquejar-la fou assassinat per una ballarina grega de nom Gali. Llavors, se'n va apoderar el curopalata armeni Toros (fill d'Hethum); el 1097, va caure en mans del croat Balduí de Bouillon, que va fundar el comtat d'Edessa, que va resistir el setge d'Edessa (1098) del seljúcida Kerbogha de Mossul. Balduí va cridar a Toros a lluitar contra els seus enemics i l'armeni hi va anar i fou ben rebut, però als 15 dies fou assassinat a la ciutat contra la voluntat de Balduí. El comtat d'Edessa persistí sota poder dels croats durant mig segle (1098-1144).

## Retorn als musulmans
Després del setge d'Edessa (1144), fou ocupada per l'emir de Mossul Imad al-Din Zengi I; l'octubre del 1146, els francs la van intentar recuperar dirigits per Joscelí II i Balduí de Kaysum, però l'empresa no va reeixir i després de tenir-la sis dies foren expulsats per Nur al-Din Mahmud, que la va saquejar i els habitants foren convertits en esclaus; Balduí va morir i Joscelí va fugir a Sumaysat. Aquesta conquesta va provocar la II croada. A la mort de Nur al-Din, va passar al seu nebot Saif al-Din Ghazi (1174). El 1175, es va sotmetre als egipcis i l'aiubita Saladí se'n va fer càrrec el 1182 i la va cedir a al-Malik al-Mansur. A la mort d'al-Àdil I (germà de Saladí), el 1218 va passar de manera efectiva al seu fill al-Àixraf Mussa Sharaf al-Din (junt amb Haran i Akhlat), que des del 1229 fou emir de Damasc.
El juny del 1234, fou ocupada per Ala al-Din Kaykubad I i els habitants deportats a Àsia Menor; però, al cap de quatre mesos, fou reconquerida per al-Kàmil ibn al-Àdil (1218-1238), el soldà aiubita. El 1244, els mongols van passar per la regió sense atacar la ciutat, però el 1260 fou ocupada pels mongols d'Hulagu (es va sotmetre sense lluita igual que Haran, en canvi Sarudj va voler resistir i els habitants foren tots morts), i va quedar dins els dominis dels il-kan.
El 1321, Abu l-Fida ja l'esmenta en ruïnes, però encara el 1340 al-Mustawfi diu que hi havia alguns edificis en peus i habitats. Va passar a Tamerlà el 1393 i vers el 1400 s'havia reconstruït (procés segurament iniciat abans de la conquesta tamerlànida); de Tamerlà, va seguir en mans dels seus successors i després fou dels Ak Koyunlu i dels Ramazanoğulları. Els primers anys del segle xvi, fou ocupada pel safàvida Ismail I i finalment va passar als otomans el 1517 (en algunes fonts, el 1537).